# Prémeyzel
Prémeyzel település Franciaországban, Ain megyében. Lakosainak száma 245 fő (2022. január 1.). Prémeyzel Brégnier-Cordon, Izieu, Peyrieu, Arboys en Bugey és Groslée-Saint-Benoît községekkel határos.

## Népesség
A település népességének változása:
| Lakosok száma | 92   | 79   | 190  | 245  | 222  | 238  | 248  | 251  | 249  | 245  |
|               | 1968 | 1982 | 1990 | 2006 | 2013 | 2015 | 2017 | 2019 | 2020 | 2022 |